# Lo más bonito y mis mejores años
Lo más bonito y mis mejores años es una película boliviana dirigida por Martín Boulocq en 2005. La película es una fábula sobre la vida urbana en la ciudad de Cochabamba. La película está protagonizada por Juan Pablo Milán, Roberto Gilhon y Alejandra Lanza. La película, desde que fue estrenada, ha sido galardonada con varios premios y ha sido sujeto de diversos artículos y difundida en ciclos y festivales de cine.

## Sinopsis
Berto (Milán) es un joven cochabambino que busca vender un auto, herencia de su abuelo, para salir del país. Él recorre la ciudad con su amigo Víctor (Guilhon), en busca de compradores para el vehículo. Esta tranquilidad se ve interrumpida con la llegada de Camila (Lanza), novia de Víctor, que llega al país después del exilio en el extranjero y que traerá problemas a la relación de los dos amigos.

## Producción
La película fue filmada de manera poco convencional. En diversas entrevistas, Boulocq reveló que el proceso de realización involucró una serie de ensayos que duró aproximadamente seis meses y la fotografía principal se realizó en el curso de tres meses. La película no tenía un guion como tal, sino un cuaderno con anotaciones donde el director iba trabajando la construcción de la cinta paulatinamente, mientras realizaba los ensayos. Durante los ensayos, Boulocq fomentaba la improvisación de los actores para conseguir una "credibilidad" natural en sus personajes. Boulocq relaciona el proceso de construcción de la película con el quehacer de un escritor, en el que "escribes, revisas y vuelves a escribir." Además, el director reconoce que, finalmente, de todo el material que consiguió filmar, solo unos pocos minutos sirvieron para el resultado final.

## Reconocimientos
| Festival                                        | Año  | Categoría            | Premio  |
| ----------------------------------------------- | ---- | -------------------- | ------- |
| Festival Internacional de Cine en Guadalajara   | 2006 | Mejor Ópera Prima    | Ganador |
| Festival del Cinema Latino Americano di Trieste | 2006 | Mejor Ópera Prima    | Ganador |
| Festival Internacional de Cine de Valdivia      | 2006 | Premio de la crítica | Ganador |

## Repercusión y legado
La película fue premiada en distintos festivales de cine internacionales luego de ser estrenada al público.
La película ha sido muy estudiada en el ámbito académico del cine boliviano y la crítica especializada. Se considera que la película logró poner en escena una nueva mirada "oligóptica" dentro del cine boliviano, en contraposición a la mirada panóptica. La película se construye a través de un gesto performático que no se centra en los "otros", sino en la mirada del autor de sí mismo. Además, la película es considerada clave dentro de la creación de los nuevos paradigmas que se desarrollaron en el cine boliviano con el advenimiento del formato digital. Los modos de producción de la película responden más a un modelo independiente que a uno industrial.
La película fue incluida entre las "Doce películas fundamentales bolivianas" del proyecto "Cine Boliviano Fundamental" de la Universidad Mayor de San Andrés.